# Black (Lee Hyo-ri)
Black è il sesto album in studio della cantante sudcoreana Lee Hyo-ri, pubblicato il 4 luglio 2017.

## Tracce
1. Seoul (feat. Killagramz) – 4:07 (testo: Lee Hyo-ri, Killagramz – musica: Lee Hyo-ri, Kim Do-hyun)
2. Black – 4:16 (testo: Lee Hyo-ri – musica: Lee Hyo-ri, Kim Do-hyun)
3. White Snake (feat. Los) – 3:37 (testo: Lee Hyo-ri, Los – musica: Lee Hyo-ri, Kim Do-hyun)
4. Unknown Track (feat. Absint) – 3:23 (testo: Lee Hyo-ri, Absint – musica: Kim Do-hyun, Kim Ju-hyun)
5. Love Me (feat. Killagramz) – 4:23 (testo: Lee Hyo-ri, Killagramz – musica: Lee Hyo-ri, Kim Do-hyun)
6. Rain Down – 3:04 (testo: Lee Hyo-ri – musica: Kim Do-hyun)
7. Mute – 3:22 (testo: Kim Eana – musica: Lee Hyo-ri, Kim Do-hyun)
8. Pretty – 4:34 (testo: Lee Hyo-ri – musica: Lee Hyo-ri)
9. Unchanged (feat. Los) – 3:23 (testo: Lee Hyo-ri, Los – musica: Lee Hyo-ri, Kim Do-hyun)
10. Diamond (feat. Lee Juck) – 4:27 (testo: Lee Hyo-ri, Lee Juck – musica: Lee Hyo-ri)
11. Seoul (Instrumental) – 4:05 (musica: Lee Hyo-ri, Kim Do-hyun)
12. Black (Instrumental) – 4:16 (musica: Lee Hyo-ri, Kim Do-hyun)

## Classifiche
| Classifica (2017) | Posizione massima |
| ----------------- | ----------------- |
| Corea del Sud     | 9                 |